# Вавжонково
Вавжонково (пол. Wawrzonkowo) — село в Польщі, у гміні Кікул Ліпновського повіту Куявсько-Поморського воєводства.
У 1975-1998 роках село належало до Влоцлавського воєводства.